# 四百 (文艺复兴)
四百（義大利語：Quattrocento）来自于意大利语“一千四百”（義大利語：millequattrocento），至1400年至1499年间意大利文艺复兴时期一系列文化和艺术事件，“四百”包含有中世纪晚期，如国际哥特式艺术、文艺复兴早期及文艺复兴全盛期的艺术形式。
四百艺术摆脱了通常与拜占庭艺术相关的装饰性马赛克，以及基督教和哥特式媒介，还有彩色玻璃、壁画、泥金装饰手抄本和雕塑的风格。取而代之的是，四百的艺术家们吸收了罗马和希腊古典艺术所发展的更多经典形式。

## 相关艺术家
- 安德烈亚·德尔·卡斯塔尼奥（英语：Andrea del Castagno）
- 安德烈·德尔·委罗基奥
- 安德烈亚·德拉·罗比亚
- 安德烈亚·曼特尼亚
- 安托内罗·达·梅西那
- 安东尼亚佐·罗马诺（英语：Antoniazzo Romano）
- 安東尼奧·德爾·波拉約洛
- 安东尼奥·罗塞利诺（英语：Antonio Rossellino）
- 贝诺佐·戈佐利
- 贝托尔多·迪·乔瓦尼（英语：Bertoldo di Giovanni）
- 卡罗·克里韦利
- 科西莫·图拉（英语：Cosimo Tura）
- 德西代里奥·达·塞蒂尼亚诺（英语：Desiderio da Settignano）
- 多梅尼科·迪·巴尔托洛（英语：Domenico di Bartolo）
- 多米尼哥·基蘭達奧
- 多梅尼科·韦内齐亚诺（英语：Domenico Veneziano）
- 多那太羅
- 埃尔科莱·德·罗贝蒂（英语：Ercole de' Roberti）
- 菲利波·布鲁内莱斯基
- 菲利普·利皮
- 安杰利科修士
- 弗朗切斯科·德尔·科萨（英语：Francesco del Cossa）
- 弗朗西斯·迪·乔治·马尔蒂尼（英语：Francesco di Giorgio）
- 弗朗切斯科·斯夸喬內（英语：Francesco Squarcione）
- 真蒂莱·贝利尼
- 真蒂莱·达·法布里亚诺（英语：Gentile da Fabriano）
- 乔瓦尼·贝利尼
- 乔瓦尼·迪保罗（英语：Giovanni di Paolo）
- 雅各布·德巴尔巴里
- 雅科波·贝利尼
- 于斯特斯·范根特（英语：Justus of Ghent）
- 列奥纳多·达·芬奇
- 洛伦佐·吉贝尔蒂
- 卢卡·德拉·罗比亚
- 盧卡·西諾萊利
- 卢西亚诺·劳拉纳（英语：Luciano Laurana） [1]
- 马萨乔
- 马索利诺
- 美洛佐·达·弗利
- 米开朗基罗
- 保羅·烏切洛
- 佩德罗·贝鲁格特
- 皮耶罗·德拉·弗朗切斯卡
- 彼得羅·佩魯吉諾
- 桑德罗·波提切利
- 斯特凡諾·迪·喬瓦尼
- 维托雷·卡帕齐奥
- 维托里奥·克里维利（英语：Vittore Crivelli）